# Sonate voor fluit en piano (Prokofjev)
De sonate voor fluit en piano in D groot, opus 94 is een compositie van de Russische componist Sergej Prokofjev. Prokofjev componeerde het werk tussen 1942 en 1943.
De sonate bestaat uit vier delen:
1. Moderato
2. Allegretto scherzando
3. Andante
4. Allegro con brio

De sonate duurt ongeveer 25 minuten.

## Geschiedenis
Na de invasie van de Sovjet-Unie door de Duitsers in 1941 werd Prokofjev met veel andere Russische kunstenaars geëvacueerd uit Moskou. Hij zocht een opdracht van het Comité voor kunstzaken voor het schrijven van muziek voor de fluit, omdat hij vond dat dit instrument ten onrechte verwaarloosd werd. Hij bracht het grootste deel van 1942 door in Alma-Ata waar hij begon met het schrijven van zijn fluitsonate. Het werk kwam af in Perm de zomer erop. Het werk is geschreven in een neo-klassieke en tegelijkertijd lyrische stijl. De eerste uitvoering vond plaats op 7 december 1943 in Moskou door Nikolai Kharkovsky (fluit) en Sviatoslav Richter (piano). Het stuk werd meteen enthousiast ontvangen en is een van de meest populaire kamermuziekwerken voor fluit.
In 1943 schreef Prokofjev een bewerking voor viool van de fluitsonate op aandringen van de violist David Oistrakh. Dat kostte niet veel moeite, omdat de fluitpartij eenvoudig was aan te passen voor de viool. Een aantal herhaalde noten in de fluitpartij werd in de vioolpartij geoctaveerd, wat de partij briljanter maakte. Deze aanpassingen zijn later overgenomen door de fluitist Jean-Pierre Rampal in zijn veelgespeelde uitgave van de fluitsonate. Zie ook Prokofjevs tweede vioolsonate.

## Het werk
Het grootste deel van de sonate is geschreven in de stralende toonsoort D-groot, net als de eveneens in neo-klassieke stijl geschreven Klassieke symfonie. Alleen het langzame deel (Andante) staat in F groot.
Het eerste deel is geschreven in de traditionele sonatevorm. Het scherzo is erg opgewekt, met een lyrisch middendeel. Het langzame deel is erg ingetogen. Het laatste deel zit vol humoristische staccatopassages. Vooral in dit deel is de viool wellicht beter dan de fluit in staat de registersprongen en extreme contrasten in dynamiek te maken. Maar ook in het laatste deel ontbreekt de lyriek niet en komt ook de fluit weer goed tot zijn recht.